# Bachia trisanale
Bachia trisanale (бахія Стейсі) — вид ящірок родини гімнофтальмових (Gymnophthalmidae). Мешкає в Південній Америці.

## Підвиди
Виділяють три підвиди:
- Bachia trisanale trisanale (Cope, 1868);
- Bachia trisanale abendrothi (Peters, 1871);
- Bachia trisanale vermiformis (Cope, 1874).

## Поширення і екологія
Бахії Стейсі мешкають на півдні Колумбії, сході Еквадору і Перу. півночі Болівії і заході Бразилії. Вони живуть у вологих тропічних лісах Амазонії, серед опалого листя поблизу струмків. Живляться жуками, дощовими черв'яками і багатоніжками. Відкладають яйця.